# فيوليت هيل وايت
فيوليت هيل وايت (بالإنجليزية: Violet Hill Whyte)‏ هي ضابطة شرطة أمريكية، ولدت في 18 نوفمبر 1897 في واشنطن العاصمة في الولايات المتحدة، وتوفيت في 1980.